# Xavi Simons
Xavier Quentin Shay Simons (* 21. dubna 2003 Amsterdam) je nizozemský profesionální fotbalista, hrající na pozici ofensivního záložníka za německý klub RB Leipzig, kde je na hostování z francouzského Paris Saint-Germain, a za nizozemský národní tým.

## Klubová kariéra
V roce 2010 nastoupil do akademie FC Barcelony.

### Paris Saint-Germain
V červenci 2019 Simons přestoupil do francouzského týmu Paris Saint-Germain, protože se nepodařilo dohodnout novou smlouvu s Barcelonou. Jeho smlouva s pařížským klubem do roku 2022 měla údajně hodnotu až 1 milionu euro ročně.
Dne 10. února 2021 Simons debutoval v PSG, když v zápase Coupe de France proti Caen vystřídal Juliana Draxlera při výhře 1:0. V Ligue 1 debutoval jako náhradník při výhře 4:1 nad Štrasburkem o dva měsíce později.

## Statistiky

### Klubové
K 10. dubnu 2021
| Klub                | Sezóna  | Liga    | Liga   | Liga | Pohár  | Pohár | Evropské poháry | Evropské poháry | Ostatní | Ostatní | Celkem | Celkem |
| Klub                | Sezóna  | Liga    | Zápasy | Góly | Zápasy | Góly  | Zápasy          | Góly            | Zápasy  | Góly    | Zápasy | Góly   |
| ------------------- | ------- | ------- | ------ | ---- | ------ | ----- | --------------- | --------------- | ------- | ------- | ------ | ------ |
| Paris Saint-Germain | 2020/21 | Ligue 1 | 1      | 0    | 1      | 0     | 0               | 0               | 0       | 0       | 2      | 0      |
| Celkem              | Celkem  | Celkem  | 1      | 0    | 1      | 0     | 0               | 0               | 0       | 0       | 2      | 0      |

## Osobní život
Jeho otec je bývalý surinamský fotbalista Regillio Simons.